# Peluchosamente
Peluchosamente es un programa late night show nocturno boliviano que es conducido por Luis Manuel Ávila, del año 2020 y emitido por ATB.

## Invitados
| Actor / Actriz                                  | Fecha                   | Eps. |
| ----------------------------------------------- | ----------------------- | ---- |
| Bonny Lovy                                      | 7 de noviembre de 2020  | 1-2  |
| María Antonieta de las Nieves                   | 7 de noviembre de 2020  | 2    |
| Lalo España                                     | 14 de noviembre de 2020 | 3    |
| David Castro                                    | 14 de noviembre de 2020 | 3    |
| Leila Castro                                    | 14 de noviembre de 2020 | 3    |
| Daniela Luján                                   | 21 de noviembre de 2020 | 4    |
| Ana Anita Tapia                                 | 21 de noviembre de 2020 | 4    |
| Juan Gonzalo Ruiz Paz Corrales Juandy           | 21 de noviembre de 2020 | 4    |
| Andrea Andy Teran                               | 28 de noviembre de 2020 | 5    |
| Melani Aramayo (auto-invitada)                  | 28 de noviembre de 2020 | 5    |
| Camila Buitrago                                 | 28 de noviembre de 2020 | 5    |
| Gustavo Riveros El Pezón                        | 28 de noviembre de 2020 | 5    |
| Luis Manuel Ávila (auto-entrevista)             | 28 de noviembre de 2020 | 5    |
| David Santalla                                  | 5 de diciembre de 2020  | 6    |
| José Miguel Pérez Saint Martin                  | 5 de diciembre de 2020  | 6    |
| Valeria Bacarreza                               | 5 de diciembre de 2020  | 6    |
| John Paul                                       | 5 de diciembre de 2020  | 6    |
| Claudia Arce Lemaitre                           | 12 de diciembre de 2020 | 7    |
| Esther Marisol                                  | 12 de diciembre de 2020 | 7    |
| Ramiro Serrano                                  | 12 de diciembre de 2020 | 7    |
| Fico Ávila                                      | 19 de diciembre de 2020 | 8    |
| El Grinch Boliviano (proveniente de Bolivision) | 19 de diciembre de 2020 | 8    |
| El Grinch (propio del canal)                    | 19 de diciembre de 2020 | 8    |
| Carlos Bonavides                                | 19 de diciembre de 2020 | 8    |
| Moisés Suárez                                   | 23 de enero de 2021     |      |
| Kalimba                                         | 28 de marzo de 2021     |      |